# ستيفن جورج (دراج)
ستيفن جورج (بالإنجليزية: Steven George)‏ هو دراج أسترالي، ولد في 5 يونيو 1982.